# Quedara
Quedara este un gen de insecte din familia Hesperiidae.

## Specii
Există șase specii cunoscute:
- Quedara albifascia (Moore, 1878) – Birmania, Laos
- Quedara basiflava (de Nicéville, [1889]) – endemice pentru Western Ghats, India
- Quedara flavens Devyatkin, 2000 – nordul Vietnamului, sudul Yunnan
- Quedara inornata (Elwes & Edwards, 1897) – Borneo
- Quedara monteithi (Lemn-Mason & de Nicéville, [1887]) – Malaya
- Quedara singularis (Mabille, 1893)

## Biologie
Larvele se hrănesc cu palmieri, printre care Calamus, Daemonorops, Eugeissona.